# آل برايتمان
آل برايتمان (بالإنجليزية: Al Brightman)‏ مواليد 22 سبتمبر 1923 في إوريكا - الوفاة 10 يونيو 1992، كان مدرب كرة سلة أمريكي ولاعب. بدأ مسيرته الاحترافية في سنة 1946. بلغ طوله 6 قدم 2 بوصة (1.9 م). اعتزل اللعب في 1948. لعب مع بوسطن سيلتكس في الدوري الأمريكي لكرة السلة للمحترفين.

## روابط خارجية
- آل برايتمان على موقع إن بي أي (الإنجليزية)
- آل برايتمان على موقع سبورتس رفرنس (الإنجليزية)
- آل برايتمان على موقع ريلجم (الإنجليزية)
- آل برايتمان على موقع بروبوليرز (الإنجليزية)
- آل برايتمان على موقع سبورتس رفرنس (الإنجليزية)
- آل برايتمان على موقع كلية كرة السلة في سبورتس رفرنس.كوم (الإنجليزية)